# Rolf Krake (Schiff, 1863)
Die Rolf Krake war ein Turmschiff der dänischen Marine und das einzige dänische Schiff seiner Bauart. Geplant war es für den defensiven Einsatz in küstennahen Gewässern. Benannt wurde es nach Rolf Krake, einem historisch nicht gesicherten König der dänischen Frühzeit.

## Allgemeines

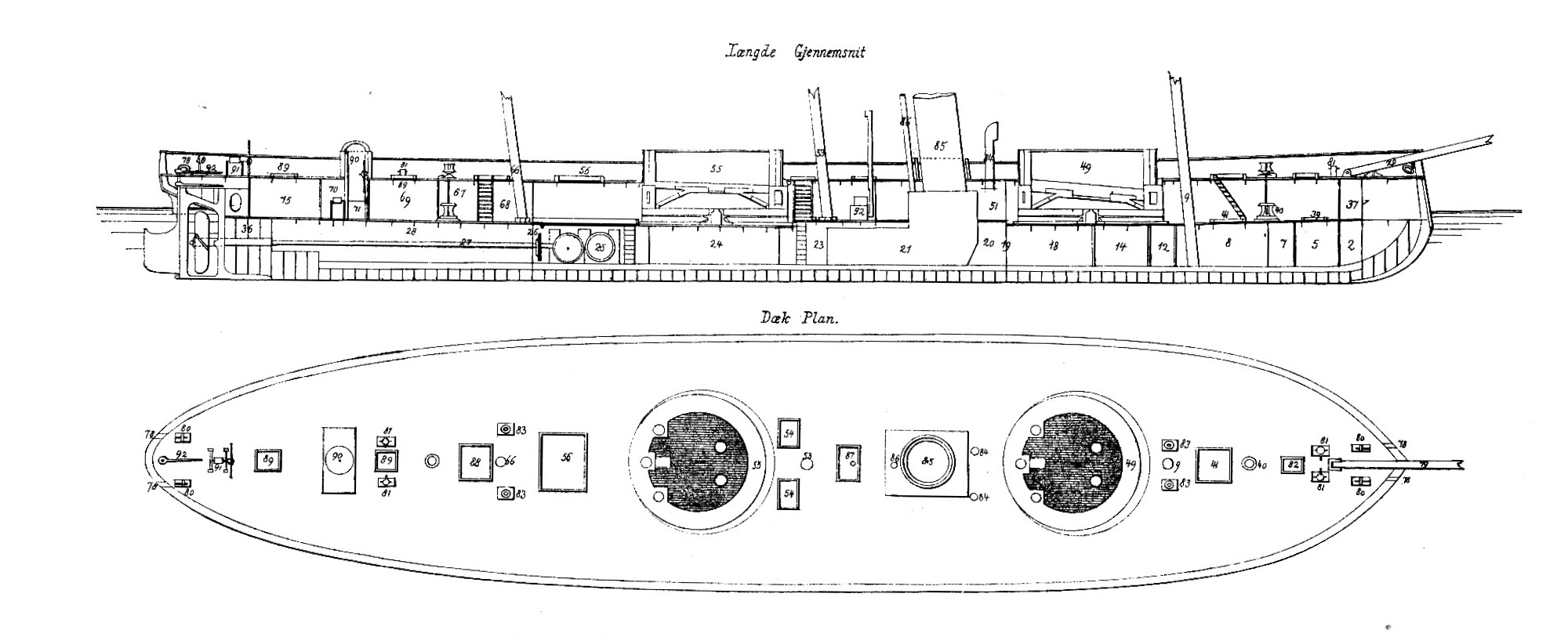
Schnitt und Draufsicht der Rolf Krake

Die 1350 Tonnen verdrängende, mit 4,5-Zoll-Eisenplatten gepanzerte und 57 Meter lange Rolf Krake war weltweit eines der ersten modernen Turmschiffe. Sie wurde von Dänemark bei der britischen Werft Robert Napier & Sons in Glasgow im August 1862 in Auftrag gegeben. Dabei wurde die Planung durch die Erkenntnisse aus dem Krieg von 1848/51 beeinflusst, namentlich aus dem für Dänemark desaströs verlaufenen Gefecht bei Eckernförde, das die Anfälligkeit der dänischen Flotte gegen Beschuss von Land gezeigt hatte. Möglicherweise wurde auch bereits der Verlauf des Seegefechts zwischen der Monitor und der Virginia am 9. März 1862 im amerikanischen Bürgerkrieg in die Planungen einbezogen. Große Ähnlichkeiten zwischen der Rolf Krake und der Monitor bestanden in Bezug auf die Konstruktion des Schiffskörpers und die Konturen des Decks (nicht jedoch in Bezug auf die Silhouette der Schiffe).
1863 lief die Rolf Krake vom Stapel und wurde am 1. Juni desselben Jahres in Dienst gestellt. Sie besaß eine Dampfmaschine mit 700 PS, erreichte damit eine Geschwindigkeit von 8 Knoten bei einer Reichweite von 1150 Seemeilen, verfügte aber auch über eine Hilfsbesegelung. Getakelt war sie als Dreimastschoner.
Bewaffnet war die Rolf Krake mit vier 60-Pfünder-(Acht-Zoll-)Glattrohr-Vorderlader-Kanonen in zwei Pivottürmen. Die Geschütztürme drehten sich auf einer Rollenbahn, ein von Cowper Phipps Coles entwickeltes Prinzip. Die Rolf Krake war das erste in Europa gebaute volleiserne Turmschiff und weltweit das erste Schiff, dessen Artillerie in Drehtürme nach dem Coles-Patent eingebaut wurde.

## Geschichte
Wegen ihres geringen Tiefgangs von ca. 3,30 Meter und ihrer relativ niedrigen Deckshöhe war die Rolf Krake im Vergleich zu den älteren dänischen Panzerschiffen wie der 1850 erbauten, 5000 Tonnen verdrängenden Dannebrog, die zunächst nur über eine Besegelung und erst seit 1858 über eine Dampfmaschine verfügte, besser für küstennahe Operationen geeignet. Gegen direkten Beschuss von einer stationären oder wenig mobilen, weil pferdebespannten Artillerie von Land schien die Rolf Krake durch ihre effektive Panzerung gut geschützt. Aufgrund ihrer unabhängig von der Fahrtrichtung zu richtenden Geschütztürme konnte sie prinzipiell eine starke und demoralisierende Wirkung bei Operationen gegen Landtruppen erzielen. Obwohl technisch voll auf der Höhe der Zeit, blieb ihr Einsatz im Deutsch-Dänischen Krieg weitgehend erfolglos.
So versuchte sie am 25. und 26. Februar 1864 in der Vemmingbucht die Errichtung einer preußischen Pontonbrücke bei Egernsund durch indirektes Feuer aus 500 Meter Entfernung über eine Landzunge hinweg zu verhindern. Dabei geriet sie selbst unter direktes Feuer. Obwohl sie 150 Treffer erhielt, gab es an Bord nur drei Verwundete zu beklagen. Keiner der Treffer durchschlug die Panzerung. Kapitän Hans Peter Rothe (1813–1905) brach den Beschuss der Pontonbrücke jedoch nach eineinhalb Stunden und Abgabe von 57 Schuss aus Sorge um sein Schiff ab.
Am 28. März beschoss die Rolf Krake preußische Stellungen bei Düppel mit 38 Schuss und erhielt selbst mehrere kleinere Treffer. Nachdem der preußische Angriff auf die Schanzen gescheitert war, drehte sie ab. Die Preußen versuchten erfolglos das Schiff mit Fischernetzen lahmzulegen, die sich um den Propeller wickeln sollten. Am 18. April beschoss die Rolf Krake die Sturmgräben der preußischen Belagerungstruppen vor den Düppeler Schanzen, ohne jedoch dadurch die Erstürmung des Festungswerks verhindern zu können. Damals verfügte die Rolf Krake im Unterschied zur preußischen Artillerie nicht über Sprenggranaten, da man diese für den Seekrieg gegen die zumeist noch hölzernen gegnerischen Schiffe als ungeeignet betrachtete. Eine 24-Pfünder-Sprenggranate der ballistisch feuernden preußischen Artillerie durchschlug an diesem Tag das nur schwach gepanzerte Deck und explodierte unter Deck, wobei Leutnant W. B. Jespersen als einziger in diesem Krieg gefallener dänischer Marineoffizier ums Leben kam. Damit wurde eine konstruktive Schwachstelle des Schiffes deutlich. Nach Abgabe von 95 Schuss drehte die Rolf Krake ab und kam am 19. April in Augustenborg außerhalb der Reichweite der preußischen Batterien an.
Nach einer Liegezeit in Augustenborg, die man zur Reparatur nutzte, wurde die Rolf Krake am 12. Juni der Ostseeschwadron unter dem Kommandeur Konteradmiral Carl Edvard van Dockum (1804–1893) unterstellt. Am 29. Juni versuchte das Schiff unter Kapitän Rothe, den Übergang der preußischen Truppen auf die Insel Alsen zu verhindern, der nachts um zwei Uhr mit 160 zumeist kleinen Booten begonnen hatte, die insgesamt wohl an die 600-mal übersetzten.
Möglicherweise aufgrund einer Fehleinschätzung der unübersichtlichen taktischen Lage bei Dunkelheit durch den Kapitän oder weil dieser die Verminung des Sundes oder ein Aufgrundlaufen fürchtete – letzteres hätte wegen des niedrigen Bordes zur Enterung des Schiffes durch die Preußen führen können – oder aber schlicht aufgrund der Erkenntnis, dass der Krieg faktisch schon zuungunsten Dänemarks entschieden war und die Fortsetzung der Operation viele Opfer gefordert hätte, brach Rothe die Einfahrt in den Sund nach zwei Stunden und Abgabe von 116 Schuss wieder ab und geleitete mehrere kleinere dänische Schiffe aus dem Schussbereich der preußischen Artillerie. Vermutlich hätte die Rolf Krake, die kräftiges Gegenfeuer mit Vollkugeln und Sprenggranaten erhielt, die amphibische Operation der Preußen stark behindern können, aber kaum gänzlich verhindert. Insgesamt gab die Rolf Krake im Krieg 306 Schuss ab.
Anschließend beschränkte sich das Schiff darauf, einen möglichen Übergang der Preußen nach Fünen zu verhindern und eigene Truppen bei der Evakuierung dorthin zu unterstützen. Wegen der dänischen Seeüberlegenheit während des gesamten Krieges kam es zu keinem Gefecht der Rolf Krake mit feindlichen Schiffen.
Nach Ende des Krieges untersuchte eine Kommission – auch auf eigenen Wunsch von Kapitän Rothe – die Vorgänge in der Schlacht um Alsen und sprach ihn 1866 von jeder Schuld frei.
1865 wurde der vordere Turm der Rolf Krake, deren Artillerie wegen der geringen Treffsicherheit der Glattrohre gegen Landziele wenig wirksam war, durch eine 60-Pfünder-(Acht-Zoll-)Kanone mit gezogenem Lauf ersetzt. Später erfolgte eine weitere Umrüstung auf zwei Acht-Zoll- und zwei Drei-Zoll-Hinterlader-Kanonen mit gezogenem Lauf. Das Schiff war bis Anfang der 1890er Jahre aktiv. 1893 explodierte eine 15-cm-Sprenggranate im Lauf und verursachte größere Schäden. Doch erst 1907 wurde die Rolf Krake endgültig außer Dienst gestellt und in Dordrecht in den Niederlanden abgewrackt.
Die Turmschiffe der nächsten Generation – Lindormen (1869–1907) und Gorm (1871–1912) – wurden nicht mehr in England, sondern in Dänemark gebaut. Sie hatten eine noch flachere Silhouette, aber größeren Tiefgang.

## Erneute Namensverwendung
Rolf Krake (F 342) war auch der spätere Name der 1940 in England gebauten Calpe (L 71), einer Fregatte der Hunt II-Klasse, die 1952 an Dänemark übergeben wurde und dort 1954–1962 unter dem Namen Rolf Krake im Dienst stand (verschrottet 1966).

## Literarische Rezeption

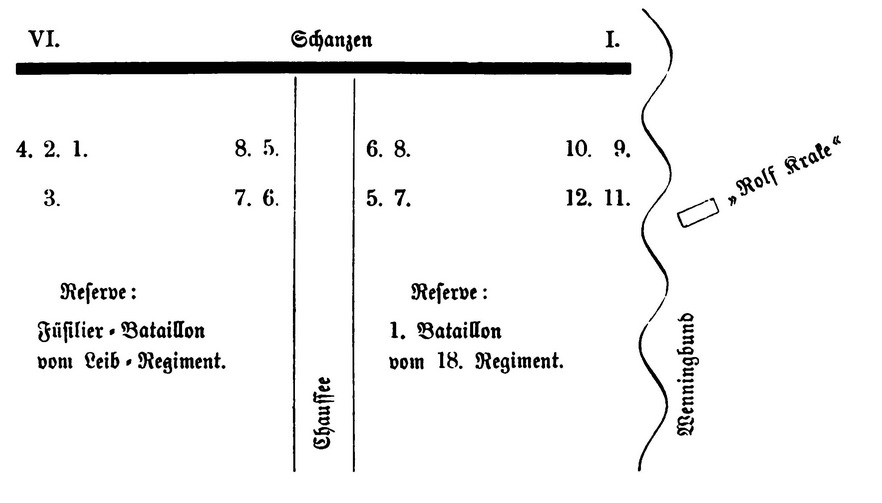
Skizze Fontanes zeigt die preußische Aufstellung vor den Düppeler Schanzen am 27./28. März 1864; rechts ist die Rolf Krake eingezeichnet, „das schwarze Ungethüm“.

In Theodor Fontanes 1897 veröffentlichten Roman Der Stechlin wird die Rolf Krake mehrfach in Bezug auf die Figur des Dorfschulzen Kluckhuhn erwähnt, einen Veteranen des Deutsch-Dänischen Kriegs, der im Gespräch mit anderen Figuren beschreibt, wie man seinerzeit in Preußen von dem Gedanken an das „unheimliche Schiff“, das Kluckhuhn noch immer im Traum erscheint, in Schrecken versetzt und traumatisiert war. Bereits in seiner Kriegsreportage über den Deutsch-Dänischen Krieg hatte Theodor Fontane den Einsatz der Rolf Krake in der Flensburger Förde und den Schrecken, den dieses Schiff bei den Preußen auslöste, beschrieben.